# Witold Żarski
Witold Antoni Żarski herbu Starykoń (ur. 16 stycznia 1899 w Piotrkowie Trybunalskim, zm. wiosną 1940 w Charkowie) – kapitan geograf Wojska Polskiego, ofiara zbrodni katyńskiej.

## Życiorys
Wywodził się ze starej rodziny ziemiańskiej. Był synem lekarza i farmaceuty Józefa Żarskiego h. Starykoń (1853–1917) i Józefy z Psarskich h. Jastrzębiec (1860–1940). Jego braćmi byli Tadeusz – działacz socjalistyczny i komunistyczny, zamordowany w ZSRR w czasie czystek stalinowskich oraz Mieczysław – ofiara ukraińskich nacjonalistów.
Jako nastolatek wstąpił do Legionów Polskich. W czasie walk w latach 1918–1921 służył w 5 pułku ułanów. Odznaczony Krzyżem Walecznych. Po zakończeniu działań wojennych pozostał w służbie wojskowej. Ukończył Oficerską Szkołę Wojsk Taborowych, służył w 4 dywizjonie taborów. W 1927 roku ukończył Oficerską Szkołę Topografów, po której pracował jako topograf w Wojskowym Instytucie Geograficznym. 
W czasie kampanii wrześniowej 1939 roku – po agresji ZSRR na Polskę – w nieznanych okolicznościach dostał się do niewoli sowieckiej. Przebywał w obozie w Starobielsku. Wiosną 1940 roku został zamordowany przez funkcjonariuszy NKWD w Charkowie i pogrzebany potajemnie w bezimiennej mogile zbiorowej w Piatichatkach, gdzie od 17 czerwca 2000 roku mieści się oficjalnie Cmentarz Ofiar Totalitaryzmu w Charkowie. Figuruje na Liście Starobielskiej NKWD pod pozycją 1133.

## Ordery i odznaczenia
- Krzyż Niepodległości (15 kwietnia 1932)[5]
- Krzyż Walecznych[6]
- Srebrny Krzyż Zasługi (22 maja 1939)[7]
- Medal Pamiątkowy za Wojnę 1918–1921[6]
- Medal Dziesięciolecia Odzyskanej Niepodległości[6]
- Odznaka „Znak Pancerny”[6]
- Państwowa Odznaka Sportowa[6]
- Medal Zwycięstwa (Médaille Interalliée)[6]

## Upamiętnienie
5 października 2007 roku minister obrony narodowej Aleksander Szczygło mianował go pośmiertnie na stopień majora. Awans został ogłoszony 9 listopada 2007 roku w Warszawie, w trakcie uroczystości „Katyń Pamiętamy – Uczcijmy Pamięć Bohaterów”.
17 kwietnia 2016 roku jego osoba została upamiętniona tabliczką przy pomniku ofiar terroru sowieckiego w latach 1939–1956 w Piotrkowie Trybunalskim.